# Sumerský královský seznam
Sumerský královský seznam je starověký text v sumerštině. Jedná se o výpis sumerských králů, a to jak ze sumerských, tak i z cizích dynastií. Později prakticky podle tohoto vzoru vznikl i Seznam babylonských králů a Seznam asyrských králů. Sumerové věřili, že královský seznam pochází od bohů.
V těchto seznamech jsou zvláštním způsobem promíchány historické postavy, legendární postavy a mytologické či polomytologické postavy, u kterých často nelze určit nejen pořadí panovníků, ale ani celých dynastií. Problémem sumerských seznamů je, že Sumerové neměli letopočet, datovali pouze podle let vlády panovníka (v tom a tom roce vlády toho a toho), což samozřejmě vede k nejasnostem ohledně datování. Časové určení některých raných dynastií je proto zcela nemožné, jen u některých ho lze určit alespoň přibližně. Pozdější dynastie lze určit relativně přesně, protože se zachovala korespondence s jinými datovatelnými panovníky.
Dalším problémem je vypouštění některých vládců. Zcela zde například chybějí panovníci z Lagaše i někteří jiní historicky doložení panovníci (nápisy, hroby, nálezy osobních předmětů, atp.).
Tyto seznamy dobytím města přecházely z dobytého města do vítězného města. Tím mohlo dojít, vzhledem k centrálnímu sestavování, k sečtení délky vlády v jednotlivých městech, což by vysvětlovalo dlouhou dobu vlády některých panovníků (vyjma nerealistických představ o počátečních dynastiích). Dále pravděpodobně docházelo ke splynutí jednotlivých vládců v rámci dynastií.
V seznamu je jediná žena a to ve III. kišské dynastii - Kubaba

## Jednotlivé dynastie

### Předpotopní dynastie
Po královském majestátu pocházejícím z nebe, byl královský majestát v Eridu
- Alulim, vládl v Eridu 28800 let, není historicky doložen
- Alalgar, vládl v Eridu 36000 let, není historicky doložen

Poté Eridu padlo a královský majestát byl vzat do Bad-tibiry
- En-men-lu-ana, vládl v Bad-tibiře 43200 let, není historicky doložen
- En-men-gal-ana, vládl v Bad-tibiře 28800 let, není historicky doložen
- Dummuzid, pastýř, vládl v Bad-tibiře 36000 let, není historicky doložen

Poté Bad-tibira padla a královský majestát byl vzat do Laraku
- En-sipad-zid-ana, vládl v Laraku 28800 let, není historicky doložen

Poté Lagaš padl a královský majestát byl vzat do Sipparu
- En-Men-Dur-ana, vládl v Sipparu 21000 let, není historicky doložen

Poté Sippar padl a královský majestát byl vzat do Šuruppaku
- Ubara-Tutu, vládl v Šuruppaku 18600 let, není historicky doložen

„Celkem: 8 králů v pěti městech 241200 let, po smrti Ubaratuta přišla potopa.“ (Tento součet, který je uveden za každou dynastií, dělali Sumerové)
„Poté co potopa zničila svět, královský majestát sestoupil z nebe, a byl přenesen do Kiše.“

### I. dynastie zKiše
V této dynastii se věk vládců radikálně snižuje, ale stále se drží na nereálné úrovni
- Gaur, Ngusur kol.2900 př. n. l. vládl v Kiši 1200 let
- Gulla-Nidabaannapad, Kullasinabel vládl v Kiši 960 let
- Palakinatim, vládl v Kiši 900 let
- Nanginšlišma, vládl v Kiši, doba jeho vlády je neznámá
- Bachina, vládl v Kiši, doba jeho vlády je neznámá
- Buanun, Buannum vládl v Kiši, doba jeho vlády je neznámá
- Kalibum , vládl v Kiši 340 let
- Galumum, Kalumu vládl v Kiši 840 let
- Zukakip, vládl v Kiši 900 let
- Atab, vládl v Kiši 600 let
- Mašda, vládl v Kiši 840 let
- Arpurim, Arvium vládl v Kiši 720 let
- Etana, vládl v Kiši 1500 let
- Balich, vládl v Kiši 400 let
- Enmenuanna, vládl v Kiši 660 let
- Melamkiš, vládl v Kiši 900 let
- Baršalnunna, vládl v Kiši 1200 let
- Meszamuk, Samug vládl v Kiši 140 let
- Tizkar, vládl v Kiši 306 let
- Ilku, vládl v Kiši 900 let
- Itasadum, vládl v Kiši 1200 let
- Enmenbaragesi, vládl v Kiši 900 let
- Agga, kol. 2650 vládl v Kiši 625 let

Celkem: 23 králů v Kiši 24 510 let, 3 měsíce, 3 1/2 dne.
Pak byl Kiš poražen a královský majestát přešel do Uruku

### I. dynastie zUruku
- Meskiagašer, vládl v Uruku 325 let, není historicky doložen, syn boha slunce, poté odešel do moře
- Enmenkar, vládl v Uruku 420 let
- Lugalbanda rybář , vládl v Uruku 1200 let, není historicky doložen, ale existují důvody domnívat se, že se jedná o reálnou postavu, bývá považován za otce Gilgameše (není pravda) a syna Enmenkara.
- Dumunzi rybář, vládl v Uruku 100 let, v některých nečastých případech není uváděn vůbec, není historicky doložen.
- Bilgameš (Gilgameš), vládl v Uruku 126 let, s velkou pravděpodobností se jedná o historickou postavu
- Ur-Nungal, vládl v Uruku 30 let, není historicky doložen, ale podle některých teorií se jedná o reálnou postavu.
- Udulkalamma, vládl v Uruku 15 let
- Labašer, vládl v Uruku 9 let
- Ennunnadaranna, vládl v Uruku 8 let
- Mešede, vládl v Uruku 36 let
- Melamanna, vládl v Uruku 6 let
- Lugalkidul, vládl v Uruku 30 let

Celkem 12 králů 2310 let
Pak byl Uruk poražen a královský majestát přešel do Uru

### I. DynastieUru
- Mesannipada, vládl v Uru 80 let
- Meskiagnannar, vládl v Uru 36 let
- Elulu , vládl v Uru 25 let
- Balulu, vládl v Uru 36 let

Celkem 4 králové 177 let
Pak byl Ur poražen a královský majestát přešel do Awanu

### Chybějící dynastie zLagaše
Zde je zajímavé, že zcela chybí I. dynastie z Lagaše, přestože její králové jsou známi z nápisů a lze je považovat za historické postavy.

### Dynastie zAwanu(někdy též Avan)
V této dynastii podle těchto seznamů vládli 3 králové po dobu 356 let, jejich jména nejsou známa.
Pak byl Awan poražen a královský majestát přešel znovu do Kiše

### II. dynastie zKiše
- asi Susuda, vládl v Kiši asi 201 let
- Dadasig , vládl v Kiši asi 81 let
- Mamagal, vládl v Kiši asi 360 let
- Kalbum, vládl v Kiši asi 132 let
- Tuge, vládl v Kiši asi 360 let
- Menumna, vládl v Kiši asi 180 let
- Lugalmu, vládl v Kiši asi 420 let, někdy bývá udáváno opačné pořadí s Iberiem
- asi Iberia, vládl v Kiši asi 290 let, někdy bývá udáváno opačné pořadí s Lugalmem

Celkem 8 králů 3195 let. Celkový součet neodpovídá a dává dohromady pouze 2024 let. Chyba pravděpodobně vznikla u součtů a zaokrouhlování, častým řešením této chyby je udávat nejméně jisté přepisy (Dadasig a Susuda) bez roků.
Pak byl Kiš poražen a královský majestát přešel do Chamazu

### Dynastie zChamazu(někdy též z Hamazu)
Chadaniš (někdy i Hadaniš) vládl 360 let
Pak byl Chamaz poražen a královský majestát přešel znovu do Uruku

### II. dynastie zUruku
- Enšakanšana, vládl v Uruku 60 let
- Lugalure, vládl v Uruku 120 let
- Argandea, vládl v Uruku 7 let

Celkem 3 králové 187 let
Pak byl Uruk poražen a královský majestát přešel znovu do Uru

### II. dynastie zUru
- Lugalkinišedudu, vládl v Uru, doba jeho vlády je neznámá
- Lugalkisalsi, vládl v Uru, doba jeho vlády je neznámá
- Jméno není známo, vládl v Uru pravděpodobně 2 roky
- Kakug, vládl v Uru, doba jeho vlády je neznámá

Celkem 4 králové 116 let
Pak byl Ur poražen a královský majestát přešel do Adabu

### Dynastie zAdabu
- Lugalanemundu vládl v Adabu 90 let

Pak byl Adab poražen a královský majestát přešel do Mari

### Dynastie zMari
Přepis všech jmen v této dynastii je nejistý a lze se setkat i s jinými variantami jmen
- Ilšu, vládl v Mari 30 let
- Anba , vládl v Mari 17 let
- Bazi , vládl v Mari 30 let
- Zizi, vládl v Mari 20 let
- ?-bi-mušmaš , vládl v Mari 30 let
- Šarrumiter , vládl v Mari 9 let

Celkem 6 králů 136 let
Pak bylo Mari poraženo a královský majestát přešel znovu do Kiše

### III. dynastie zKiše
- Kubaba, krčmářka, jedná se o jedinou ženu v těchto seznamech, vládla 100 let

Pak byl Kiš poražen a královský majestát přešel do Akshaku

### Dynastie zAkšaku
- Unzi, vládl v Akšaku 30 let
- Undalulu, vládl v Akšaku 6 let
- Urur, vládl v Akšaku 6 let
- Puzur-Nirah , vládl v Akšaku 20 let
- Išu-Il, vládl v Akšaku 24 let
- Išu-Il, vládl v Akšaku 24 let
- Šu-Sin, vládl v Akšaku 7 let

Celkem 7 králů 117 let
Pak byl Akšak poražen a královský majestát přešel znovu do Kiše

### IV. dynastie zKiše
- Puzur-Sin, vládl v Kiši 25 let
- Ur-Zababa, vládl v Kiši 400 let
- Zimudar, vládl v Kiši 30 let
- Ussi-Watar, vládl v Kiši 7 let
- Eštar-Muti, vládl v Kiši 11 let
- Išme-Šamaš, vládl v Kiši 11 let
- Šu-Ilišu, vládl v Kiši 15 let
- Nannija klenotník, vládl v Kiši 7 let

Celkem 8 králů 506 let
Pak byl Kiš poražen a královský majestát přešel znovu do Uruku

### III. dynastie zUruku
- Lugal-Zage-Si vládl 25 let, poté se Sumer dostal pod nadvládu Akkadu